# Шилово (Лебане)
Шилово (серб. Шилово) — населённый пункт в общине Лебане Ябланичского округа Сербии.

## Население
Согласно переписи населения 2002 года, в селе проживал 521 человек (все сербы).
| Численность населения | Численность населения | Численность населения | Численность населения | Численность населения | Численность населения | Численность населения | Численность населения |
| 1948                  | 1953                  | 1961                  | 1971                  | 1981                  | 1991                  | 2002                  | 2011                  |
| --------------------- | --------------------- | --------------------- | --------------------- | --------------------- | --------------------- | --------------------- | --------------------- |
| 1024                  | 1105                  | 1064                  | 933                   | 776                   | 650                   | 521                   | 413                   |

## Религия
Согласно церковно-административному делению Сербской православной церкви, село относится к Прекопчелицкому приходу Ябланичского архиерейского наместничества Нишской епархии.